# Genoa Open Challenger 2011
Il Genoa Open Challenger 2011 è stato un torneo professionistico di tennis che si è giocato su campi in terra rossa. Questa è stata la nona edizione del torneo, il quale appartiene al circuito ATP Challenger Tour nell'ambito dell'ATP Challenger Tour 2011. Gli incontri si sono disputati a Genova, in Italia, tra il 5 e l'11 settembre 2011.

## Partecipanti

### Teste di serie
| Nazionalità | Giocatore        | Ranking* | Testa di serie |
| ----------- | ---------------- | -------- | -------------- |
| Spagna      | Pablo Andújar    | 45       | 1              |
| Argentina   | Carlos Berlocq   | 74       | 2              |
| Portogallo  | Rui Machado      | 79       | 3              |
| Italia      | Filippo Volandri | 85       | 4              |
| Kazakistan  | Andrej Golubev   | 98       | 5              |
| Slovacchia  | Martin Kližan    | 103      | 6              |
| Argentina   | Diego Junqueira  | 104      | 7              |
| Portogallo  | Frederico Gil    | 106      | 8              |

* Ranking al 29 agosto 2011.

### Altri partecipanti
Giocatori che hanno ricevuto una wild card:
- Pablo Andújar
- Andrea Basso
- Edoardo Eremin
- Francesco Picco

Giocatori che sono passati dalle qualificazioni:
- Benjamin Balleret
- Guillermo Durán
- Thomas Fabbiano
- Michael Linzer

Giocatori che sono entrati nel tabellone principale come lucky loser:
- Enrico Burzi
- Renzo Olivo

## Campioni

### Singolare
Martin Kližan ha battuto in finale  Leonardo Mayer con il punteggio di 6–3, 6–1.

### Doppio
Dustin Brown /  Horacio Zeballos hanno battuto in finale  Jordan Kerr / Travis Parrott con il punteggio di 6–2, 7–5.